# Okonin (województwo podkarpackie)
Okonin – wieś w Polsce położona w województwie podkarpackim, w powiecie ropczycko-sędziszowskim, w gminie Ropczyce.
| SIMC    | Nazwa      | Rodzaj    |
| ------- | ---------- | --------- |
| 0660386 | Na Stronie | część wsi |

W latach 1975–1998 miejscowość położona była w województwie rzeszowskim.
Wierni kościoła rzymskokatolickiego należą do parafii św. Anny w Ropczycach.

## Zabytki
- Kapliczki przydrożne z 1829 i 1880 roku.